# センシティ
センシティは、千葉県千葉市中央区新町1000番地（千葉新町地区）および隣接する新町1001番地（千葉新町第二地区）における再開発事業で建築された複数の建物の名称に冠せられている語。

## 概要
JR千葉駅東口の南側に、隣り合って位置する千葉新町地区（新町1000番地）と千葉新町第二地区（新町1001番地）につき、平面駐車場や戸建住宅が多く土地の有効な利用が図られていないなどとして、1980年代以降、二つの再開発事業が連携しながら進められた。後者地区については駐車場への待ち行列問題もあるとされたほか、前者地区を通過する千葉都市モノレールの建設計画や、両地区近辺における道路のアンダーパス化事業計画とも時期が重なっている。中核となる施設建築物の工事は1990年から1993年にかけて行われた。
センシティの完成に伴い、線路を挟んで反対側の千葉駅東口・駅前大通沿いにあった千葉そごう本館および新館が移転し、旧本店および新館は「千葉そごうBee-One館」となった。そごうの民事再生法適用前は、新本館、コリドーモール、Bee-One館、スポーツ館をひとまとめとして「そごうタウン≒センシティ」という構図であった（厳密には異なるが、イメージマップや地区区分上で紹介されることがあった）。そごうの民事再生手続後は、旧千葉そごう本館および新館は、塚本大千葉ビルおよびピーアーク千葉デジタルタウンとなっている。
2023年9月、セブン&アイ・ホールディングスはそごう・西武をアメリカの投資ファンドであるフォートレス・インベストメント・グループに売却したのに伴い、センシティパークプラザの土地と建物をヨドバシホールディングスが取得。建物を改修した上で2024年11月に館名を「ヨドバシHD千葉ビル」に改称した。

## 施設の構成
そごうについてはそごう千葉店、ヨドバシカメラについてはヨドバシHD千葉ビルを参照。
1. センシティビルディング（千葉新町地区の再開発事業における施設建築物名称）[1][5]
  1. センシティタワー：オフィスビル[1]
  2. そごう千葉店本館：商業棟[1]
2. センシティパークプラザ（千葉新町第二地区の再開発事業における施設建築物名称）[2][5]
  1. ヨドバシHD千葉ビル

単に「センシティ」と言う場合、指し示すものは以下の何通りか考えられる。
- 1.と2.の施設建築物を中心とする建築物群
- 1.の施設建築物を中心とする建築物群
- 1-1.のオフィスビル
- 2.の施設建築物

センシティビルの敷地面積は約20,054平方メートル。建築面積：13,922平方メートル。容積率は約800%。高さは約107メートル (最高部)、約96メートル (軒高)。階数は地下2階、地上23階、塔屋2階。1階部分が、センシティタワーとそごう千葉店本館のメインエントランスとなっている。また1階で京成千葉駅と、4階で千葉都市モノレール千葉駅とつながっている。オフィスビルは地上23階の超高層建築物となっている。ビル内に千葉県中央旅券事務所（4階）、スターバックスコーヒー（共に1階）など。

## 再開発事業の沿革
|            | 千葉新町地区                                 | 千葉新町第二地区                             |
| ---------- | -------------------------------------------- | -------------------------------------------- |
| 事業名称   | 千葉新町地区 第一種市街地再開発事業          | 千葉新町第二地区 第一種市街地再開発事業      |
| 所在地     | 千葉市中央区 新町1000番地                    | 千葉市中央区 新町1001番地                    |
| 施行者     | 千葉新町地区市街地再開発組合                 | 個人                                         |
| 年月       | 千葉新町地区                                 | 千葉新町第二地区                             |
| 1978年12月 | 都市モノレール事業の地元説明会開催           |                                              |
| 1979年 7月 | 地元代表から市長に陳情書                     |                                              |
| 1981年 3月 | 市街地再開発等調査Ａ                         | 市街地再開発等調査Ａ                         |
| 1983年 5月 | 千葉新町地区 市街地再開発準備組合設立        |                                              |
| 1986年12月 | 高度利用地区・市街地再開発事業の都市計画決定 | 高度利用地区・市街地再開発事業の都市計画決定 |
| 1989年 3月 | 千葉新町地区市街地再開発組合 設立認可        | 市街地再開発事業施行認可                     |
| 1990年 3月 | 権利変換計画認可                             |                                              |
| 1990年 3月 | 施設建築物工事着工                           |                                              |
| 1990年11月 |                                              | 権利変換計画認可                             |
| 1990年12月 |                                              | 施設建築物工事着工                           |
| 1992年12月 |                                              | 施設建築物工事竣工                           |
| 1993年 3月 | 施設建築物工事竣工                           |                                              |
| 1995年10月 | 公共施設整備竣工                             |                                              |
| 1996年 3月 | 千葉新町地区市街地再開発組合 解散認可        | 事業終了認可                                 |

## 周辺施設
ヨドバシHD千葉ビル側の高架下にあるショッピングセンターは千葉ショッピングセンターシーワン（C-one）と名付けられている。
そごう千葉店本館は京成千葉駅と一体化しており、そごう4階およびセンシティタワー4階に連絡する改札口がある。京成千葉駅はJR千葉駅と千葉都市モノレール1号線・2号線の千葉駅に連絡する。

## 交通
- 鉄道
  - 京成千葉駅（京成電鉄千葉線）
  - 千葉駅（JR東日本、千葉都市モノレール）
- 自動車
  - 最寄りのインターチェンジ
    - 千葉東金道路 千葉東インターチェンジ
    - 京葉道路 穴川インターチェンジ・貝塚インターチェンジ
    - 東関東自動車道 湾岸千葉インターチェンジ